# Sylviane Vayaboury
Œuvres principales
Rue Lallouette prolongée, La Crique.
Sylviane Vayaboury est  une enseignante guyanaise et une femme de lettres française née le 20 avril 1960 à Cayenne, en Guyane.
Elle choisit d'enseigner à des enfants en difficulté, tout en se consacrant à l'écriture. Elle raconte notamment, mais pas uniquement son histoire, remplie d’interrogations et de sensations partagées entre la culture et la tradition qui ont construit l’adulte en devenir.

## Biographie
Née en 1960 à Cayenne (Guyane),, Sylviane Vayaboury, élevée par ses grands-parents adoptifs, effectue des études littéraires. À la suite de son baccalauréat en 1978, elle intègre l’École Normale, enseigne en Guyane avant de s’installer durant une quinzaine d’années à Paris.
Elle choisit d’enseigner à des enfants en difficulté. Elle effectue une formation complémentaire à l’Institut universitaire de formation des maîtres de Paris-Molitor puis enseigne en classe spécialisée d’un hôpital de jour. En 2005, elle revient en Guyane.
Depuis son retour en 2005, Sylviane Vayaboury habite à Montjoly dans un quartier résidentiel pas très loin de la plage. Elle côtoie une population diverse et variée :  dans cette Guyane métissée, elle trouve un lieu où elle se sent bien, où il fait bon vivre et dans lequel elle prend plaisir à écrire. De 2005 à 2006, elle prend en charge une CLIS (Classe d'Intégration Scolaire) à l'école élémentaire Maximilien SABA à Cayenne puis, de 2006 à 2007, une CLAD (Classe d'Adaptation), à l'école élémentaire de Zéphir avec des enfants en difficulté scolaire. Tout en ensegnant en  milieu spécialisé auprès d'enfants en difficulté, elle se consacre à l'écriture. Elle a un déclic après la mort de ses grands-parents, qu'elle assimile à des passeurs de mémoire. Dès ce moment-là, elle se sent plus forte et se lance dans l'écriture de Rue Lallouette prolongée. Elle raconte son enfance chargée d’interrogations et de sensations, de cultures et de traditions qui ont construit l'adulte qu'elle est devenue dans ses premiers romans, suivi de La Crique, puis, moins autobiographique, Exhibition de l'invisible publié en 2015.      
En 2010, dans une interview pour le site île en île, elle raconte les premiers souvenirs de son enfance. Ainsi, à Fort-de France, dans le salon et la cuisine de ses grands-parents, elle s'agenouille sur un tabouret et leur dit qu’elle souhaiterait avoir dix ans de plus. Sa grand-mère lui répond alors : « Ti Kochon té di so manman, pou ki so djòl ou long konsa sa ? », ce qui signifie que cela arrivera plus vite qu’elle le pense.

### Voyages et influences
Durant sa jeunesse, les premières lectures qui l'inspirent sont les romans Des souris et des hommes et Rue de la sardine de John Steinbeck. Elle dit apprécier " les atmosphères qui se dégagent de cette littérature, qui se dégagent aussi de l’homme, de la misère humaine". Par la suite, elle est captivée par tout ce qui tourne autour de l’enfance : Rue case-nègres de Joseph Zobel, L’Enfant de Jules Vallès, Antan d’enfance de Patrick Chamoiseau. Tout ce qui tourne autour de l’enfance la ramène aussi quelque part vers la sienne, ce qui lui permet par la suite de pouvoir rédiger son premier roman autobiographique.
L'amour et la représentation de la femme sont aussi une thématique omniprésente de son œuvre. D'après Tina Harpin, maître de conférence en littérature à l'Université de Guyane, la gent féminine - inaudible chez les héritiers mâles de la Négritude comme Bertène Juminer, Serge Patient ou Elie Stephenson, est fortement exposée dans les œuvres des autrices guyanaises comme Sylviane Vayaboury, Marie-Georges Thebia ou encore Lyne-Marie Stanley qui n'hésitent pas à parler du point de vue des femmes en montrant les épreuves qu'elles subissent. « La litterature guyanaise, écrit-elle, se renouvelle ainsi autour du double theme de l'amour et des femmes, reprenant ou brisant le mythe du matriarcat ».
La chercheuse Odile Ferly, quant à elle, note que dans son roman Rue Lallouette prolongée, Sylviane Vayaboury découvre l'antagonisme entre les Antilles françaises et la Guyane, et les clichés persistants sur ce dernier territoire dans l'imaginaire guyanaise, ce qui, selon elle, pose la question d'une unité de l'écriture caribéenne.
Quant à Georg Wink, il dégage un processus de réinterprétation de la mémoire collective à l'œuvre dans la littérature guyanaise, qui s'émancipe peu à peu des discours culturels dominants et traite de la question transculturelle. Ainsi, Sylviane Vayaboury, aux côtés d'autres écrivains tels André Paradis, esquisse dans sa nouvelle "Mosaïque aurifère" la réalité des chercheurs d'or brésiliens dans la région frontalière - illustrant par là la nouvelle orientation des problématiques qui examinent les diversités de la réalité guyanaise[réf. à confirmer].
Elle cherche perpétuellement à entretenir des liens uniques et riches avec les personnes qu'elle rencontre. Durant plusieurs années, elle parcourt divers pays dans l'objectif de s'en immerger en séjournant chez l'habitant avec comme seul bagage son sac à dos.

## Œuvres

### Romans
- Rue Lallouette prolongée, L'Harmattan, 2006 –  (ISBN 978-2296007956).
- La Crique, L'Harmattan, 2009 –  (ISBN 978-2296105560).
- Exhibition de l'invisible, Orphie, 2015 –  (ISBN 979-1029800740)

### Nouvelles
- Mosaïque aurifère, Brèves de savane, Ibis Rouge, 2011. (ISBN 978-2-84450-393-0)
- Sirotage et Mots pour maux, Brèves de savane 2, Ibis Rouge, 2016. (ISBN 9782375205235)

## Filmographie
- Sylviane Vayaboury. Portrait de l’auteure, réalisé par Sébastien Tézé. Paris: L’Harmattan Production, 2006, 26 minutes.